# Georg Friedrich Schmidt
Pour les articles homonymes, voir Schmidt.
Georg Friedrich Schmidt, né le 24 janvier 1712 à Wandlitz, et mort le 25 janvier 1775 à Berlin en royaume de Prusse, est un peintre, dessinateur et graveur aquafortiste allemand.

## Biographie
Schmidt étudia d’abord le dessin et la gravure avec Georg Paul Busch à l’Académie de Berlin en 1730 avant de s’enrôler dans le Corps d’Artillerie où il passa six ans. Passé ce temps, il fit le voyage à Paris (rejoignant en cours de route Jean-Georges Wille à Strasbourg) où il fut l’élève de Larmessin après avoir tenté de travailler avec Lancret. Le 5 mai 1742, il fut reçu à l’Académie royale de Paris sur un portrait de Mignard comme morceau de réception. La même année, et l’année suivante, il exposa au Salon de l’Académie à Paris.
En 1744, il retourna à Berlin où il fut nommé graveur du roi de Prusse. En 1757, l’impératrice Élisabeth dont il avait gravé le portrait d’après Tocqué, le fit venir à Saint-Pétersbourg où il organisa une école de gravure destinée à reproduire les portraits des empereurs de Russie. Il eut à cette époque pour élève Juste Chevillet.
Revenu à Berlin en 1762, Schmidt a produit un œuvre considérable de 200 pièces, en majorité des portraits. À la fin de sa carrière il grava quelques eaux-fortes. Décrit par Frédéric II comme « un habile graveur, à Berlin, qui fait de beaux tableaux au pastel », le Bénézit affirme qu’« on peut peut-être lui reprocher une certaine froideur ». Pour son contemporain Watelet, il « serait peut-être le premier des graveurs si Corneille Visscher n’avait pas vécu ».

## Galerie

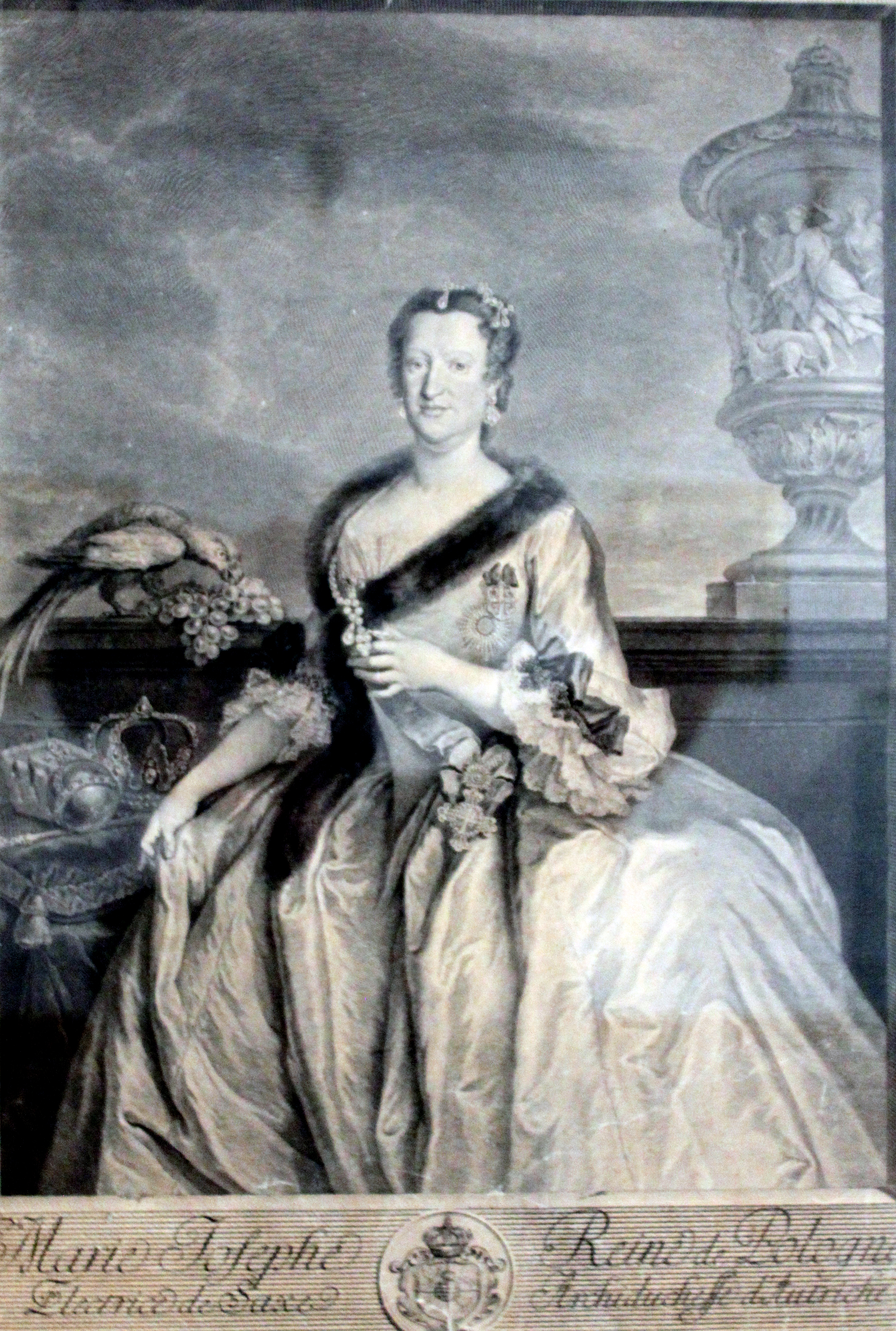
Marie-Josèphe d'Autriche, archiduchesse d'Autriche, 1743.
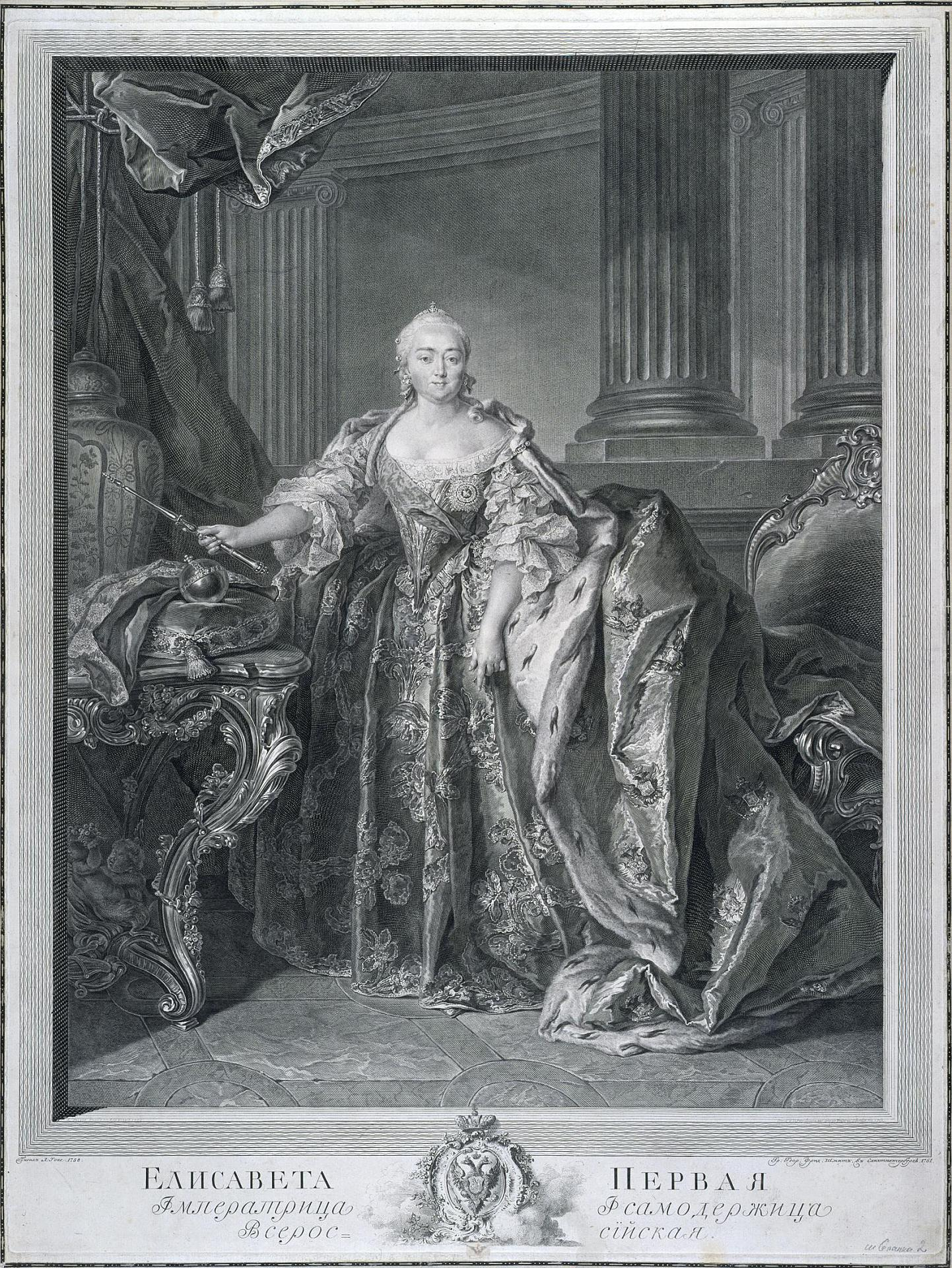
Élisabeth Ire impératrice de Russie, 1761, d’après Louis Tocqué.
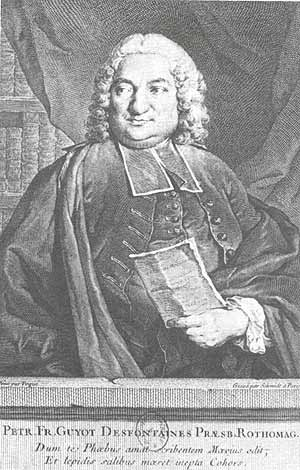
L’abbé Desfontaines, d’après Louis Tocqué, 1742.
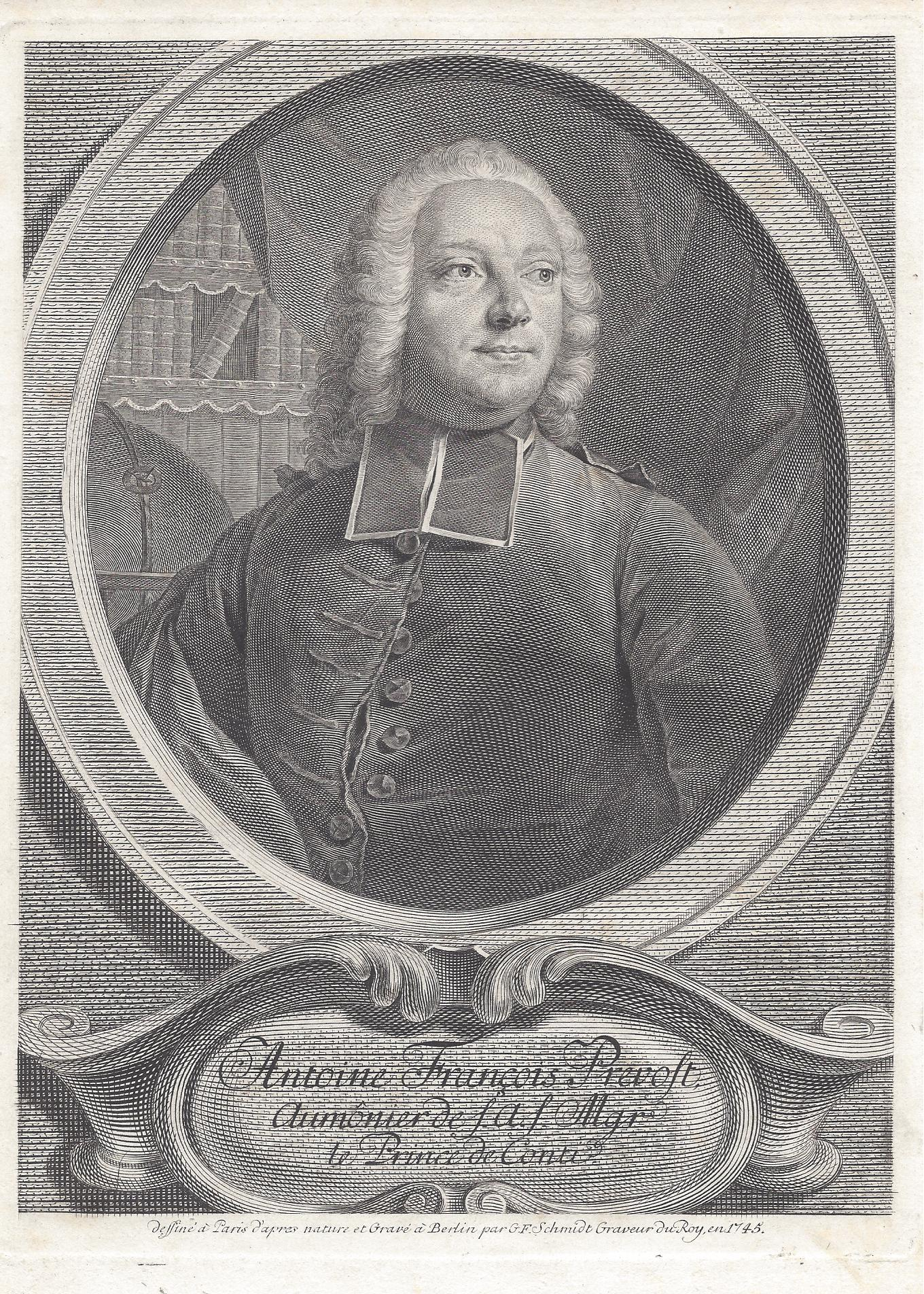
L’abbé Prévost, 1745.